# 水戸刑務所
水戸刑務所（みとけいむしょ）は、法務省矯正局の関東矯正管区に属する刑務所。2008年（平成20年）3月までは「水戸少年刑務所」であったが、収容分類級の変更に伴い現在の名称に変更された。
下部機関として水戸拘置支所、土浦拘置支所、下妻拘置支所の3ヶ所の支所を持つ。

## 所在地
- 茨城県ひたちなか市（旧・勝田市）大字市毛847

JR常磐線・鹿島臨海鉄道大洗鹿島線水戸駅から茨城交通バス［34］勝田営業所行きまたは［35］東海駅行きで「水戸工場前」下車すぐ
常磐線・ひたちなか海浜鉄道湊線勝田駅西口から茨城交通バス［17］水戸駅行きで「水戸工場前」下車すぐ、あるいはタクシーで10分。

## 収容分類級
- B級

1946年（昭和21年）に水戸少年刑務所と改称した後は、18歳未満の再犯者および暴力団員のみを収容。収容分類級制定にあたってYB級とされ26歳まで扱うようになったが、2008年に26歳以上の再犯者を扱うB級に変更された。なお、従来のYB級受刑者は関東地方では川越・松本の両少年刑務所に移送されている。

## 収容定員
- 564人

## 沿革
- 1871年（明治4年） 旧水戸藩の徒刑場を引き継ぐ。
- 1880年（明治13年）2月 「茨城県監獄本署」と称する。
- 1882年（明治15年）3月 茨城県監獄本署が全焼。水戸市北三の丸支署に併合する。
- 1882年（明治15年）4月 水戸市北三の丸支署を監獄本署と改称する。
- 1890年（明治23年）9月 「茨城監獄」と改称する。
- 1903年（明治36年）4月 「水戸監獄」と改称する。
- 1922年（大正11年）10月 「水戸刑務所」と改称する。
- 1945年（昭和20年）5月 現在地に移転する。
- 1946年（昭和21年）8月 「水戸少年刑務所」と改称する。
- 1985年（昭和60年）4月 全体改築工事着工
- 1988年（昭和63年）3月 改築工事竣工
- 2008年（平成20年）4月 収容区分変更に伴い「水戸刑務所」と改称する。

## 組織
所長の下に2部1課を持つ3部制施設である。
- 総務部（庶務課、会計課、用度課）
- 処遇部（処遇担当、企画担当）
- 医務課

水戸・土浦・下妻の各拘置支所は所長直属

## 特記事項
- 国道6号に面しており、職員の生活に不便は無いが、路線バスの本数はさほど多くない。向かいには日立製作所の工場がある。
- 暴力団関係者の被収容者に対する割合が非常に高い。